# Amelia Edwards
Amelia Ann Blanford Edwards (7 de junio de 1831-15 de abril de 1892), también conocida como Amelia B. Edwards, fue una novelista, periodista, viajera y egiptóloga inglesa. Sus mayores éxitos literarios incluyen The Phantom Coach (1864), las novelas Barbara's History (1864), Lord Brackenbury (1880) y A Thousand Miles up the Nile (1877). En 1882, fue cofundadora del Egypt Exploration Fund. También publicó una antología poética en 1878.

## Primeros años

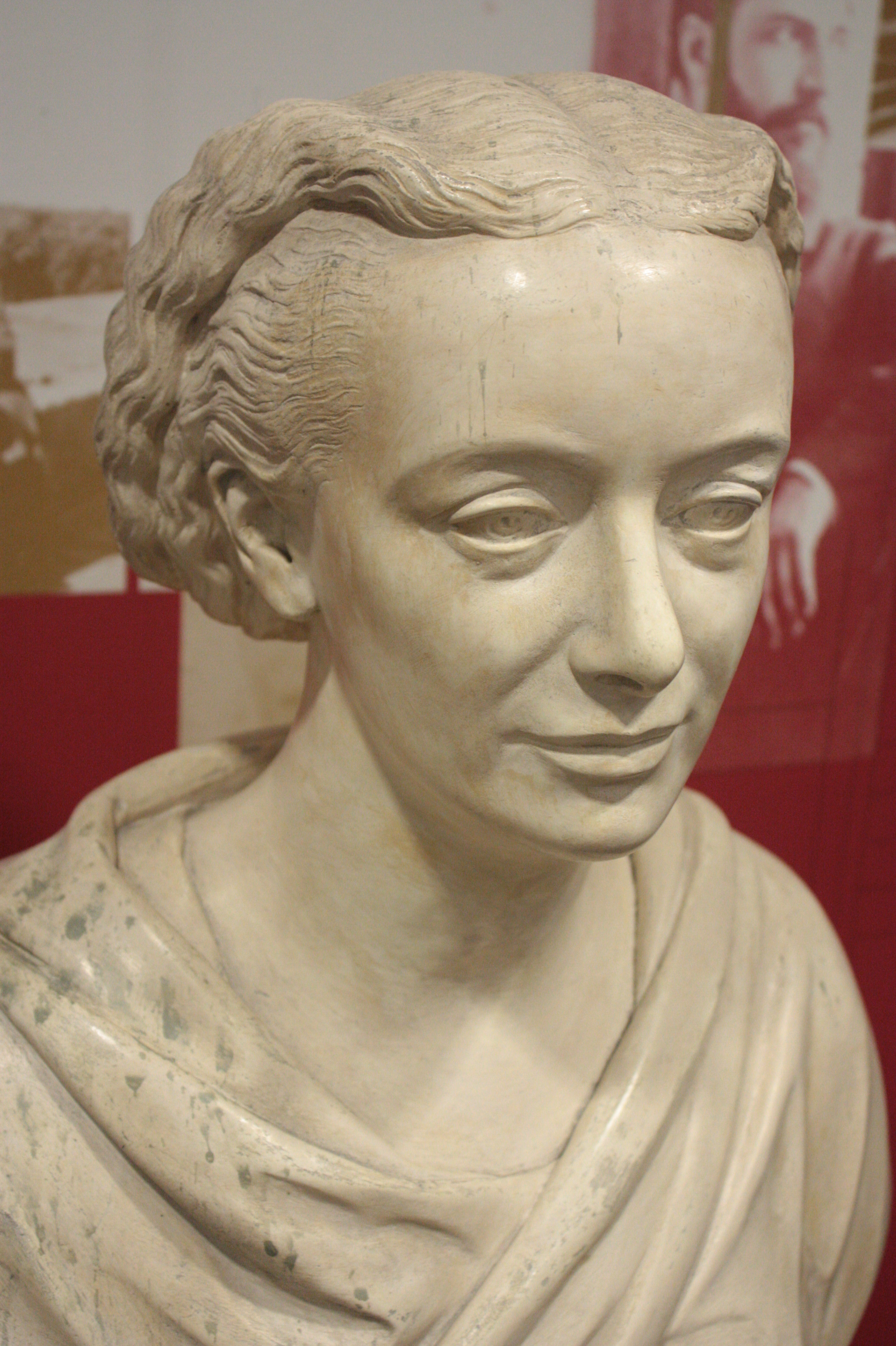
Busto de Amelia Edwards, Petrie Museo, Universidad Universitaria, Londres

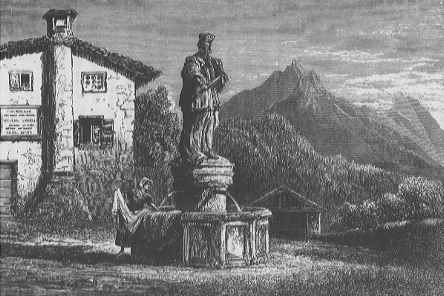
Lugar de nacimiento de Tiziano, dibujado por Amelia Edwards en su libro Untrodden Peaks and Unfrequented Valleys. Una representación de una ubicación en Caprile.

Nacida en Londres, hija de una irlandesa y de un antiguo oficial del Ejército británico que se convertiría en banquero, se educó en casa con su madre y, desde joven, mostró unas prometedoras dotes como escritora. Publicó su primer poema a los siete años y su primer relato a los doce. Posteriormente publicaría diversos poemas, relatos y artículos en numerosas revistas, entre las que figuraron el  Chamber's Journal, Household Words, y All the Year Round. Escribió, asimismo para el  Saturday Review y The Morning Post.
Además, Edwards poseía una habilidad notable para las artes plásticas e ilustraba algunos de sus escritos y pintaba escenas de otros libros que leía. Su talento era tal que a la edad de doce años llamó la atención de George Cruikshank, quien le ofreció ser su profesor, pero sus padres no vieron con buenos ojos la propuesta porque la consideraban una profesión menor y la forma de vida de un artista, escandalosa. Edwards se preguntará a lo largo de su juventud si el arte no sería en realidad su verdadera vocación.
También se dedicó a componer y tocar música durante unos años hasta que sufrió un ataque de tifus en 1849, seguido de un frecuente dolor de garganta que le impidió cantar causando la pérdida de interés en la música e incluso llegando a arrepentirse del tiempo que pasó dedicándose a la ópera. Otros de sus intereses incluían el tiro con pistola, la equitación y las matemáticas.

## Ficción
A principios de 1850, Edwards se centró en su carrera como escritora. Su primera novela extensa fue My Brother's Wife (1855). Si bien sus primeras obras recibieron una acogida favorable, fue Barbara's History (1864), una novela sobre la bigamia, la que consolidó su reputación como novelista. Amelia Edwards dedicaba tiempo y esfuerzos considerables a los ambientes y a los antecedentes y se calcula que la investigación y la redacción de cada una de sus novelas debió de ocuparle unos dos años. Esa ardua labor dio sus frutos y su última creación, Lord Brackenbury (1880), se reveló como un éxito arrollador que alcanzó las quince ediciones.
Edwards escribió varios cuentos de fantasmas, entre ellos The Phantom Coach, a menudo incluido en muchas antologías. Los paisajes y los personajes en muchas de las historias de Edwards están influidos por su propia experiencia. Por ejemplo, en Barbara's History (1864) utiliza Suffolk como trasfondo, lugar donde había estado en numerosas ocasiones durante las vacaciones de verano cuando era pequeña.

## Dolomitas

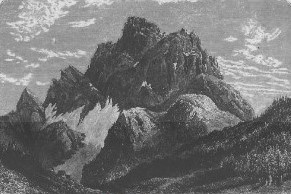
El Monte Pelmo, dibujado por Edwards durante su expedición a los Dolomitas

Otros lugares que visitó fueron los Dolomitas el 27 de junio de 1872, junto a su amiga Lucy Renshawe. Aquel día dejaron Monte Generoso hacia Venecia, una de las tres maneras conocidas para entrar en los Dolomitas. Las dos mujeres contrataron a dos guías de la región. El 1 de julio de 1872, después de tres días en Venecia, Edwards y Renshawe partieron hacia Longarone, Cortina d'Ampezzo, Pieve di Cadore, Auronzo di Cadore, Val Buona, Agordo, Primiero, Predazzo, Fassa Valle, Passo Fedaia, Sasso Bianco, Forno di Zoldo, Zoppè di Cadore y Caprile, y terminaron su viaje en Bolzano. En la época en la que Edwards visitó los Dolomitas, estos eran descritos como terra incognita e incluso personas cultas nunca habían oído hablar de ellos. Este viaje fue descrito en su libro A Midsummer Ramble in the Dolomites (1873), más tarde rebautizado como Untrodden Peaks and Infrequent Valleys (1873). Durante la expedición, Edwards también investigó sobre los trabajos de Tiziano y encontró una pintura de la Virgen con el niño en Serravalle (Vittorio Veneto) y otras dos pinturas en una iglesia de pueblo en Cadore. Después de su descenso de las montañas, Edwards describió la vida civilizada como "mundo común de nivel muerto".
En el verano de 1873, insatisfecha por el fin de su viaje, junto a Renshawe emprendieron un tour a pie por Francia, sin embargo se vio interrumpido por una serie de lluvias torrenciales, factor que influyó en decidirse por ir a Egipto.

## Egipto

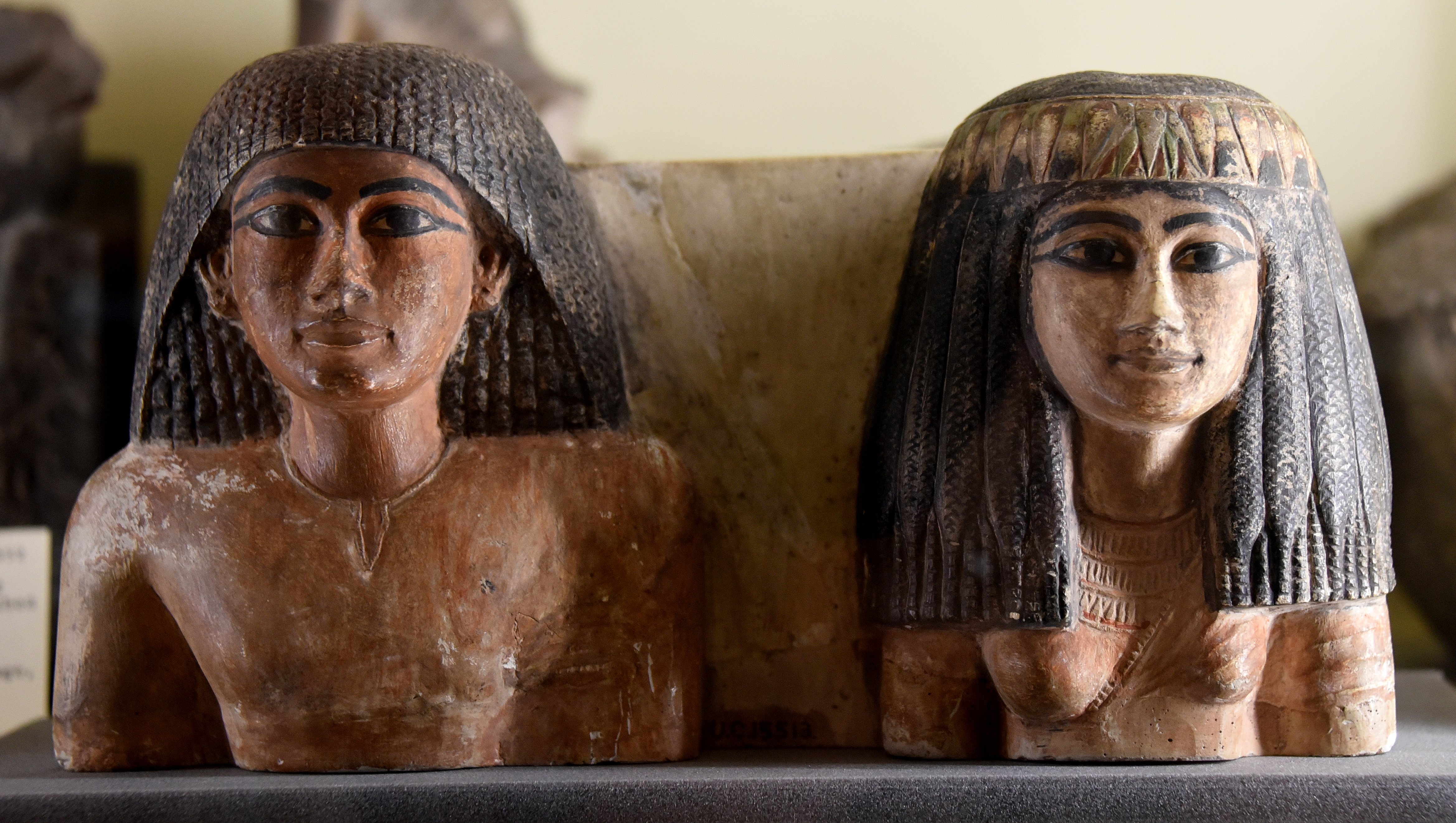
Parte superior de una estatuilla de una mujer egipcia y su marido. 18.ª Dinastía de Egipto. De la Colección de Edwards. Ahora albergado en el Petrie Museum of Egyptian Archaeology, Londres.

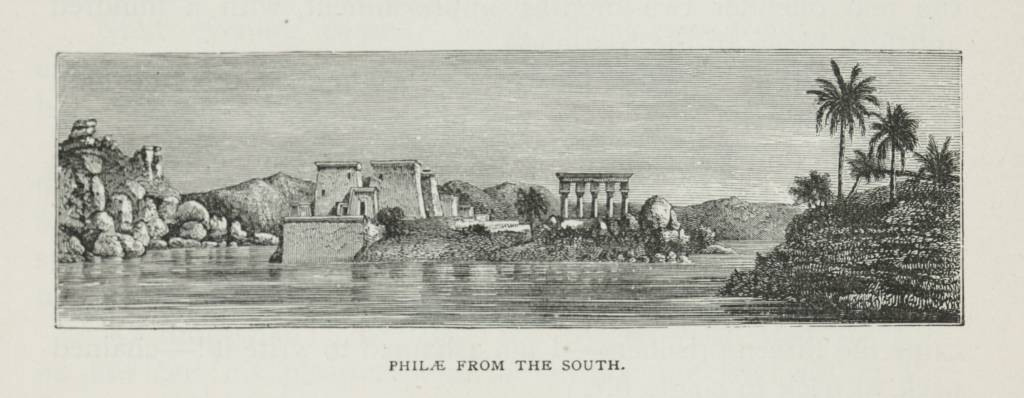
File (Ilustración de A Thousand Miles up the Nile).

En el invierno de 1873-1874, en compañía de varios amigos, Amelia Edwards recorrió Egipto y quedó fascinada por el país y sus culturas, tanto la antigua como la moderna. En un viaje hacia el sur desde El Cairo en una dahabiyah alquilada, el grupo visitó File y finalmente llegaron a Abu Simbel, donde permanecieron seis semanas. Renshawe se encontraba entre sus compañeros de viaje, así como también el pintor inglés McCallum, quién descubrió un santuario, hasta entonces desconocido, que llevaría su nombre durante algún tiempo. Su bote se unió a otra flotilla con otra viajera inglesa, Marianne Brocklehurst, quien también viajaba con varias compañeras. Brocklehurst y Edwards continuaron su amistad luego e incluso Brocklehurst la apoyó en la fundación de la Egypt Exploration Fund.
Tras su regreso al Reino Unido redactó una viva descripción de su viaje por el Nilo, que se publicó en forma de libro con el título A Thousand Miles up the Nile (1877). Enriquecido con sus propias ilustraciones realizadas a mano, ese relato de viajes se convirtió en un éxito de ventas instantáneo. 
Los viajes de Amelia Edwards por Egipto le hicieron cobrar conciencia de la amenaza que para los monumentos antiguos representaban el turismo y el desarrollo que corre parejo con la modernidad. Con la firme voluntad de eliminar ese riesgo por medio de la concienciación social y de la conservación de los monumentos antiguos, en 1882, cofundó la Egypt Exploration Society, denominada así en la actualidad, junto con Reginald Stuart Poole, Conservador del Departamento de Monedas y Medallas en el Museo Británico. Edwards permaneció en el cargo de Secretaria Honorífica de la fundación hasta su muerte, acaecida catorce años después.

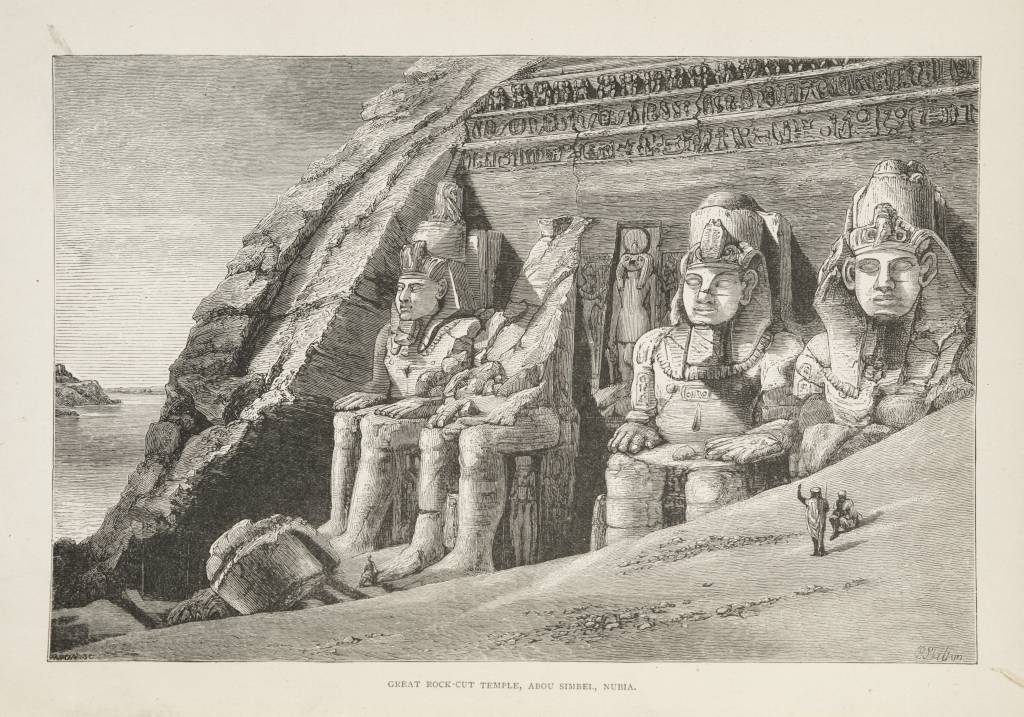
Gran Templo en Abu Simbel (de A Thousand Miles up the Nile).

Con el objetivo de impulsar el trabajo de la Egypt Exploration Fund, Amelia Edwards abandonó, en gran medida, sus actividades literarias para concentrarse en la Egiptología. En ese campo colaboró en la redacción de la novena edición de la Enciclopedia Británica, en el suplemento estadounidense de la misma obra y en el Standard Dictionary. Ese empeño la llevaría a embarcarse en una ambiciosa gira de conferencias por los Estados Unidos en 1889-1890. El contenido de las mismas aparecería publicado en 1891 con el título de Pharaohs, Fellahs and Explorers.

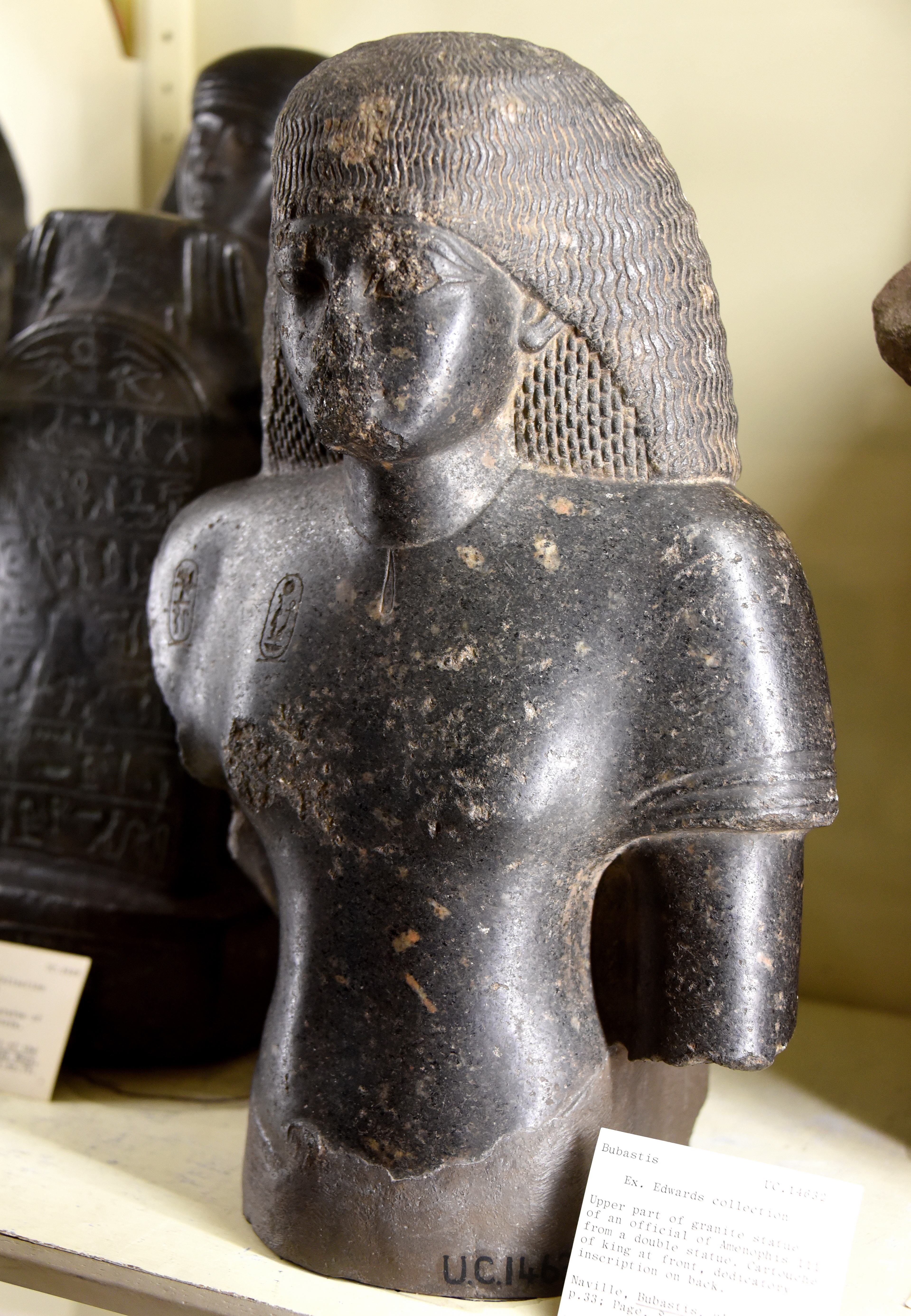
Parte superior, figura de un oficial de Amenhotep III, de una estatua doble procedente de Bubastis (Tell-Basta), Egipto. De la Colección de Edwards. The Petrie Museum of Egyptian Archaeology, Londres.

Después de contraer la gripe, Amelia Edwards falleció en Weston-super-Mare, en el condado de Somerset, el 15 de abril de 1892. Fue enterrada en el cementerio de St Mary the Virgin, Henbury, Bristol, donde su tumba está señalada con un obelisco con un ankh de piedra en su base. A su lado se encuentran la tumba de su pareja, Ellen Drew Braysher (9 de abril de 1804-9 de enero de 1892), con quien vivió en Westbury-on-Trym y la de la hija de Ellen, Sarah Harriet Braysher (1832-1864). En septiembre de 2016, la Historic England designó la tumba como monumento clasificado de especial interés (Grade II listed) y celebrada como punto de referencia en la historia inglesa de las comunidades LGBT.
Legó su colección de antigüedades egipcias al University College London, así como 2.500 libras esterlinas destinadas al mantenimiento de la Cátedra Edwards de Egiptología. Edwards también fue benefactora de la Somerville College Library, cediéndoles acuarelas y una pequeña colección de vasijas griegas y romanas.

## En la cultura popular
- En 2012, la figura de Edwards fue tratada como un personaje no cantante en la producción de Aida de Stephen Medcalf en el Royal Albert Hall, en Londres.[23] La ópera abrió con la escena de una "excavación" victoriana entre las tumbas egipcias y la acción se desplegó alrededor de la suposición de Edwards de cómo se realizaría la trama a partir de la exploración del lugar.[24] El libretto se basó en un escenario ideado por el egiptólogo Auguste Mariette, un contemporáneo de Edwards.[25]
- La egiptóloga y novelista Elizabeth Peters (Barbara Mertz) se inspiró en el nombre de Amelia para su personaje Amelia Peabody.[26]
- En 2014, una orquesta de cámara, Alarm Will Sound, escenificó una pieza de teatro musical, I Was Here I Was I, basado en el libro de Amelia Edwards A Thousand Miles up the Nile, sobre el templo de Dendera, en la sala Sackler del Museo Metropolitano de Arte. Fue escrito y dirigido por Nigel Maister y compuesta por Kate Soper.[27]

### Historia y arqueología
- A Summary of English History: from the Roman Conquest to the present time, 1856
- Outlines of English history: from the Roman conquest to the present time: with observations on the progress of art, science, and civilization, and questions adapted to each paragraph: for the use of schools (c. 1857)
- The History of France; from the Conquest of Gaul by the Romans to the Peace of 1856, 1858
- The Story of Cervantes, etc., 1862
- A Thousand Miles up the Nile London: George Routledge and Sons Ltd, 1877 (1.ª edición) y 1890 (2.ª edición, ISBN 0-9819284-2-0)[28]
- Pharaohs, Fellahs, and Explorers. New York: Harper & Brothers, 1891

### Novelas
- My Brother's Wife. A life–history, 1855
- The Ladder of Life. A heart history, 1857
- The Young Marquis, or, a story from a Reign, c. 1857
- The Eleventh of March. (From a pocket-book of forty years ago), 1863
- No Hero: an Autobiography, 1863[29]
- Barbara's History, 1864
- Hand and Glove. A tale, 1865
- Miss Carew (short stories), 1865
- Half a Million of Money, c. 1868
- Debenham's Vow, 1870
- Monsieur Maurice, and other stories, 1873; contains the stories:[30]

- "Monsieur Maurice"
- "An Engineer's Story"
- "The Cabaret of the Break of Day"
- "The Story of Ernst Christian Schoeffer"
- "The New Pass"
- "A Service of Danger"
- "A Night on the Borders of the Black Forest"
- "The Story of Salome"
- "The Story of Salome"
- "The Tragedy in the Palazzo Bardell"
- "The Four Fifteen Express"
- "Sister Johanna's Story"
- "All Saints' Eve"

- In the Days of My Youth, 1873
- Lord Brackenbury, 1880
- The Phantom Coach, by Amelia B. Edwards; adapted by I. M. Richardson, illustrated by Hal Ashmead, c. 1982

### Poesía
- Ballads. London: Tinsley, 1865
- A Poetry-book of Elder Poets, consisting of songs & sonnets, odes & lyrics, selected and arranged, with notes, from the works of the elder English poets, dating from the beginning of the fourteenth century to the middle of the eighteenth century. 1878

### Traducciones
- Manual of Egyptian Archaeology and Guide to the Study of Antiquities in Egypt: for the use of students and travellers by Sir G. Maspero. Translated by Amelia B. Edwards
- El carruaje Fantasma y otras historias sobrenaturales de Amelia Edwards; Trad. Alberto Chessa, La Biblioteca de Carfax, España, 2017.

### Viaje
- Sights and Stories: being some account of a Holiday Tour through the north of Belgium, 1862
- A Thousand Miles up the Nile, 1877
- Untrodden Peaks and Unfrequented Valleys: A Midsummer Ramble in the Dolomites. London: Longman's, Green, and Co., 1873

Algunas fechas y títulos han sido añadidos del catálogo de la Biblioteca británica.

## Biografías
- Manley, Deborah (2015). Oxford Dictionary of National Biography entry.[6]
- Adams, Amanda (2010). Ladies of the Field. Greystone Books.
- Moon, Brenda E. (2006). More usefully employed: Amelia B. Edwards, writer, traveller and campaigner for ancient Egypt. Londres: Egypt Exploration Society.
- Rees, Joan (1995). Women on the Nile: Writings of Harriet Martineau, Florence Nightingale, and Amelia Edwards. Rubicon Press.
- Rees, Joan (1998). Amelia Edwards: traveller, novelist & Egyptologist. Londres: Rubicon Press.